# Schwartzia spiciflora
Schwartzia spiciflora là một loài thực vật có hoa trong họ Marcgraviaceae. Loài này được (Juss.) Bedell miêu tả khoa học đầu tiên năm 1989.